# Flugplatz Blomberg-Borkhausen

i7
i11
i13

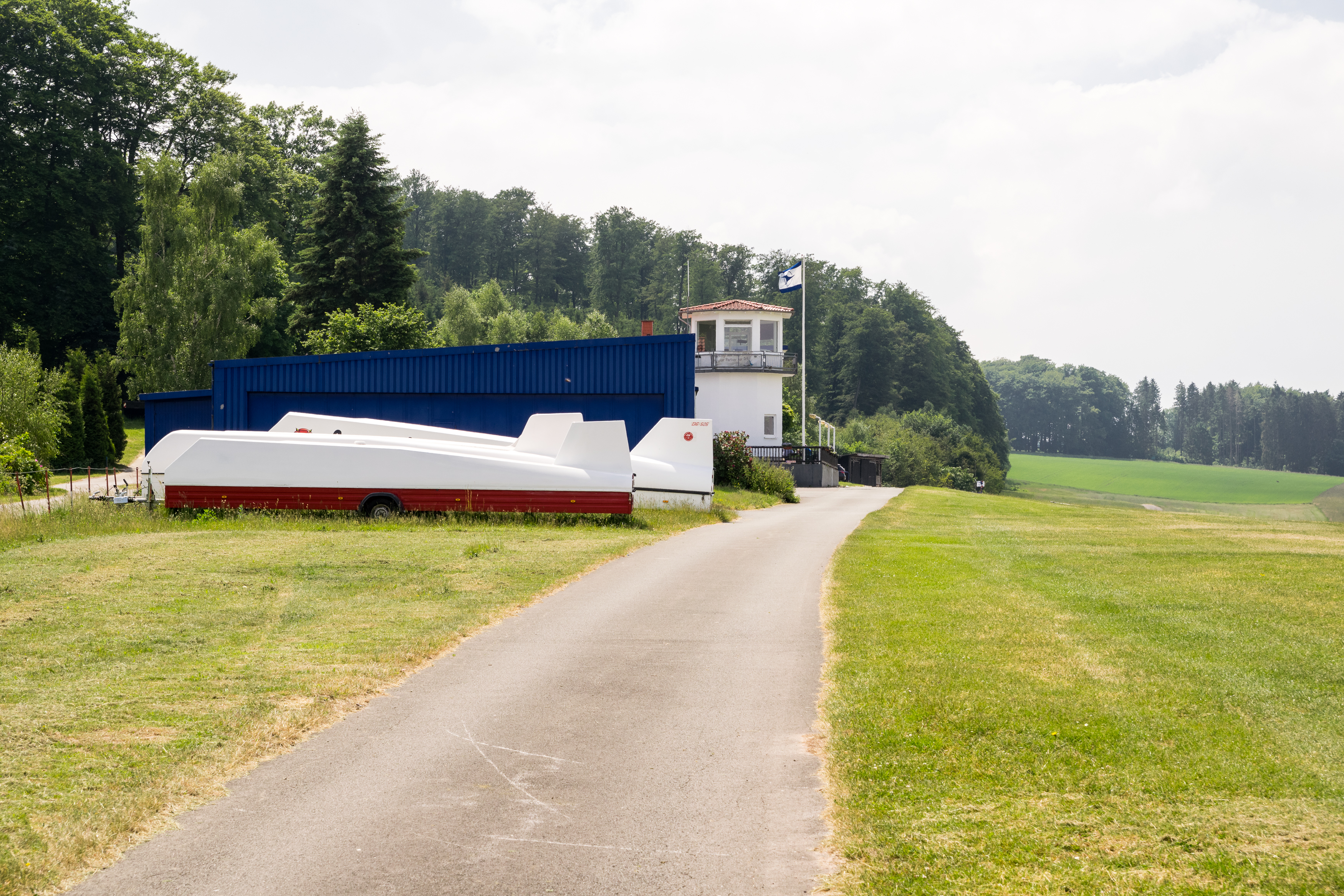
Tower und Hangar

Der Flugplatz Blomberg-Borkhausen (ICAO-Code: EDVF) ist ein Sonderlandeplatz in Blomberg-Borkhausen im Kreis Lippe und wird von der Luftsportgemeinschaft Lippe-Südost e. V. betrieben.

## Flugbetrieb
Der Flugplatz besitzt eine Betriebsgenehmigung für Motorflugzeuge mit einer höchstzulässigen Flugmasse von 1800 kg, Hubschrauber mit einer höchstzulässigen Flugmasse von 2000 kg, Motorsegler, Segelflugzeuge, Fallschirmsprung und Ultraleichtflugzeuge. Segelflugzeuge und nichtselbststartende Motorsegler starten per Windenstart oder Flugzeugschlepp. Nicht am Platz stationierte Luftfahrzeuge dürfen den Platz nur mit vorheriger Genehmigung (PPR) des Platzhalters benutzen.

## Rundflüge
Segelflugrundflüge sind bei gutem Wetter von April bis Ende Oktober möglich. Rundflüge mit dem Motorsegler sind mit wenigen Ausnahmen ganzjährig möglich.

## Bewirtschaftung
Während der Flugsaison von März bis Oktober hat die Vereinskantine am Wochenende geöffnet. Der Verein unterhält eine Sonnenterrasse direkt am Flugfeld mit Blick auf die Stadt Blomberg.

## Flugschule
Die Luftsportgemeinschaft Lippe-Südost e. V. bildet Piloten für Segelflug, Motorsegelflug und Motorflug aus. Für die Segelflugausbildung besteht eine Kooperation mit dem Hermann-Vöchting-Gymnasium Blomberg. In einer Schülerfluggemeinschaft können Schüler den Segelflugschein erwerben. Der Verein unterhält (mit Stand Juli 2024) sieben Segelflugzeuge, einen Motorsegler sowie ein Motorflugzeug. Weitere private Motor- und Segelflugzeuge sind am Flugplatz Blomberg-Borkhausen stationiert.